# Calystegia collina
Calystegia collina ist eine Pflanzenart aus der Gattung der Zaunwinden (Calystegia) aus der Familie der Windengewächse (Convolvulaceae). Die Art ist in Kalifornien endemisch verbreitet.

## Beschreibung
Calystegia collina ist eine ausdauernde Pflanze, die ein Rhizom als Überdauerungsorgan bildet. Die Pflanze ist dicht filzig mit meist langen, braunen Trichomen behaart. Die Stängel wachsen niederliegend und nicht oder kaum kletternd und werden 8 bis 30 cm lang. Die Blattspreite der Laubblätter ist meist weniger als 3 cm lang, mit undeutlichen Lappen nierenförmig bis deutlich gelappt, der Blattrand ist meist gewellt.
Die Blütenstandsstiele sind kürzer als 6 cm und gelegentlich größer als die sie begleitenden Laubblätter. Die knapp unterhalb des Kelches stehenden und diesen teilweise umfassenden Vorblätter sind 7 bis 17 mm lang, 2 bis 14 mm breit ganzrandig und mehr oder weniger oval bis breit eiförmig. Die Kelchblätter haben eine Länge von 8 bis 13 mm, die Krone ist weiß gefärbt und 25 bis 55 mm lang.

## Verbreitung
Die Art ist in Kalifornien endemisch und kommt dort in den North Coast Ranges, der San Francisco Bay Area und den South Coast Ranges in Höhenlagen unterhalb 600 m vor. Sie wächst an offenen, grasigen oder steinigen Standorten oder in offenen Eichen- und Kiefernwäldern, oftmals auf Serpentinböden.

## Systematik
Man kann fünf Unterarten unterscheiden:
- Calystegia collina subsp. apicum Brummitt & Namoff: Sie wurde 2014 vom San Benito County in Kalifornien erstbeschrieben.[1]
- Calystegia collina subsp. collina: Sie kommt im nördlichen und im zentralen Kalifornien vor.[1]
- Calystegia collina subsp. oxyphylla Brummitt: Sie kommt im nordwestlichen Kalifornien vor.[1]
- Calystegia collina subsp. tridactylosa (Eastw.) Brummitt: Sie kommt im nordwestlichen Kalifornien vor.[1]
- Calystegia collina subsp. venusta Brummitt: Sie kommt im südwestlichen Kalifornien vor.[1]